# アベリオ (交通事業者)
アベリオ（Abellio）はオランダ鉄道が所有する交通事業者である。ヨーロッパにおいてバス及び鉄道の運行を行っている。2001年にネッドレールウェイズ（NedRailways）として設立され、2009年10月に現行社名に改名した。

## イギリス

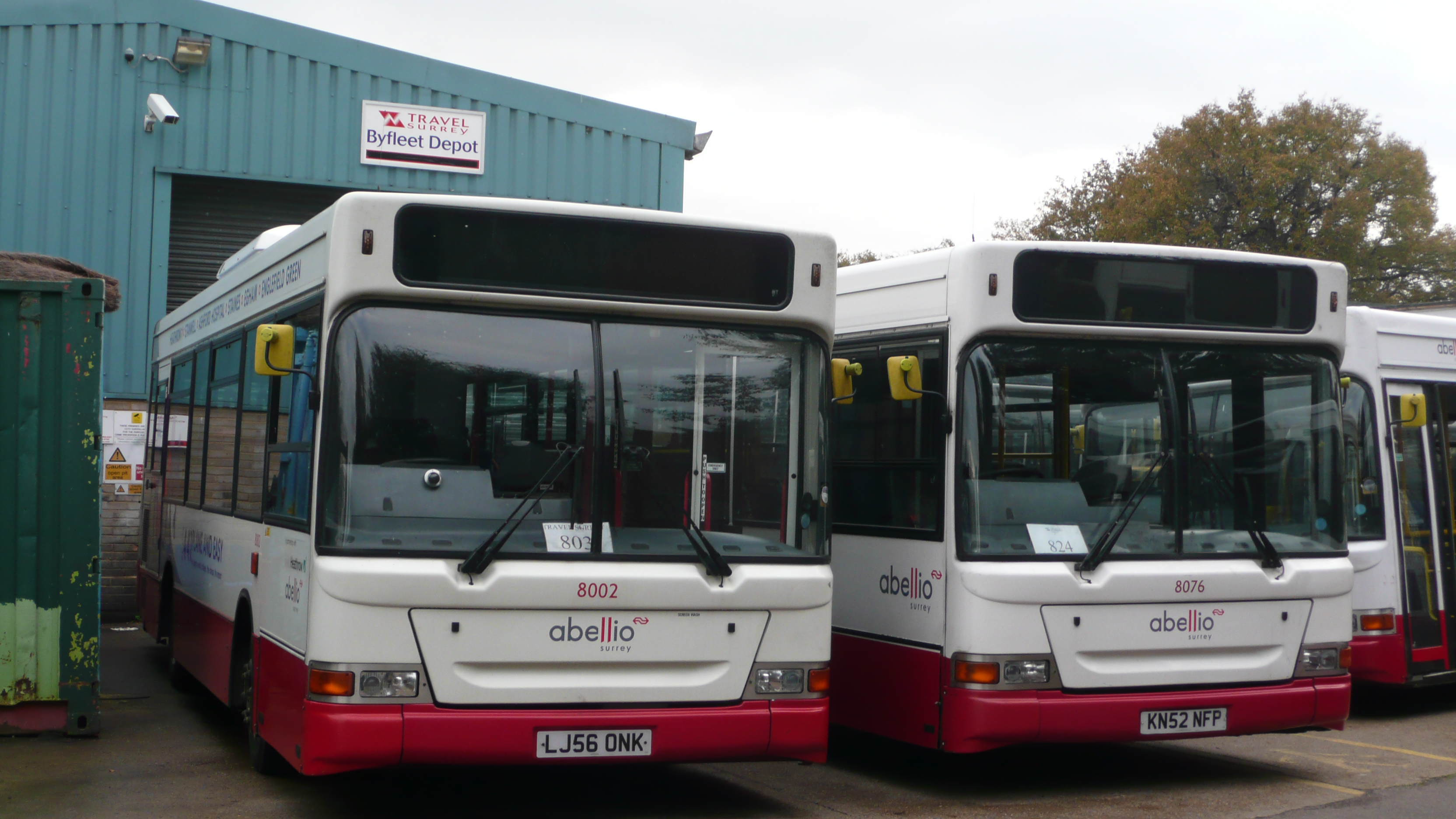
アベリオ・サリーのデニス・ダート型バス（2009年11月）

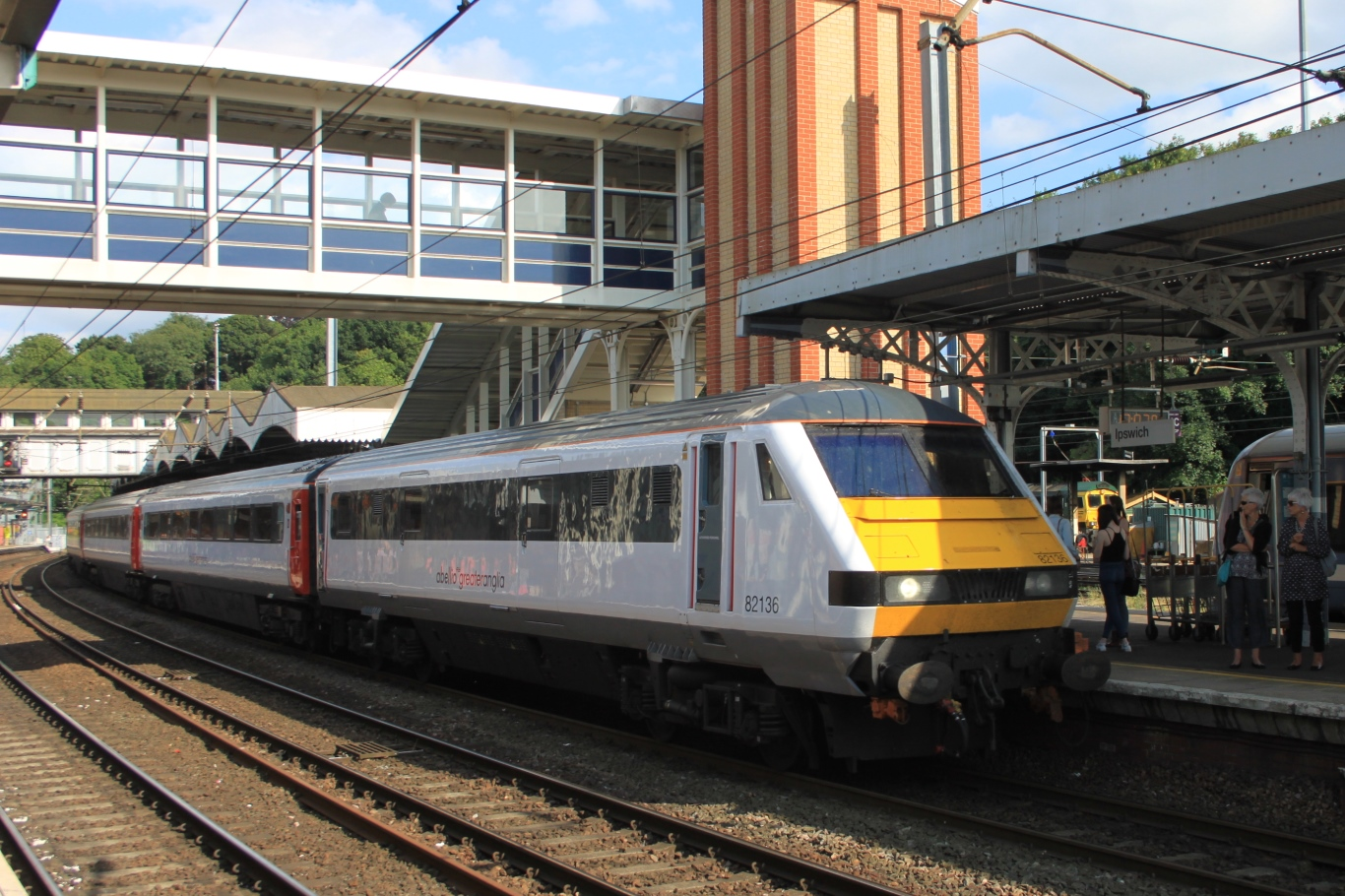
イプスウィッチにて、アベリオ・グレーター・アングリア所属のマーク3客車編成（2014年6月）

### バス
2009年5月にアベリオはナショナル・エクスプレスからトラベル・ロンドン（英語版）とトラベル・サリー（英語版）の2社を取得し、同年10月にそれぞれアベリオ・ロンドン、アベリオ・サリーに改名した。なお、アベリオ・サリーは2018年9月に運行を停止している。

### 鉄道
アベリオはセルコとの合弁会社としてセルコ・アベリオを設立（出資割合50％）し、多数のフランチャイズの入札に参加しており、現在はマージーレールを運行している（2003年7月～2028年（予定））。過去にはノーザン・レールを2004年12月から2016年3月まで運行していたほか、ウェールズ＆ボーダーズ、ウェスト・ミッドランズ、タイン・アンド・ウィア・メトロの各フランチャイズの入札に参加している。
また、ファーストグループと合同でサウス・ウェスタン、単独でロンドン・オーバーグラウンド、サウス・セントラル、インターシティ・ウェスト・コースト、エセックス・テムズサイド、テムズリンク・サザン・アンド・グレート・ノーザン、ノーザンの各フランチャイズの入札に参加している。
2012年2月にはアベリオ・グレーター・アングリアがグレーター・アングリア・フランチャイズの運行を開始し、イースト・アングリア・フランチャイズへの変更を経た2016年に行われた入札においては2025年までの運行権を獲得した。2017年2月には、アベリオはアベリオ・グレーター・アングリアの株の40％を三井物産に売却している。
2015年4月から、アベリオはアベリオ・スコットレールとしてスコットレール・フランチャイズを運行している。契約満了は2022年3月の予定である。
2017年12月にはJR東日本と三井物産との合弁事業（アベリオは70％を出資）であるウェスト・ミッドランズ・トレインズが2026年3月までの契約でウェスト・ミッドランズ・フランチャイズの運行を開始した。
2018年2月には合弁相手であった建設会社のカリリオンの倒産に伴い、ウェールズ＆ボーダーズ・フランチャイズの入札から撤退した。
2019年8月、アベリオはイースト・ミッドランズ・レールウェイの運行を開始した。契約満了は2027年8月の予定である。

## ドイツ
ドイツにおいてはオランダ鉄道グループとしては2008年から事業を展開しており、2014年まではバスの運行を行っていたものの現在は鉄道事業のみを運営している。
現在のアベリオ・ドイチェランドは2004年にエッセンの交通公社によって「アベリオ」として設立され、2005年12月にイギリスの投資会社スター・キャピタル・パートナーズ社が75％の株を取得した。2008年12月に双方の株がネッドレールウェイズに売却され、その後「アベリオ」のブランド名がドイツ以外においても「ネッドレールウェイズ」を置き換えた。

### バス
2013年4月、アベリオ・ドイチェランドは鉄道事業に集中するため、それまで所有していた3つのバス会社を売却すると発表した。売却は2013年11月と2014年10月の2回に分けて行われ、売却時点での台数は3社合計で304台であった。

### 鉄道
2020年現在、アベリオ・ドイチェランドは9つの州にまたがる50路線5518kmの路線網を持ち、列車キロは5280万kmにのぼる。アベリオ・レール・NRW、アベリオ・レール・ミッテルドイチェランド、アベリオ・レール・バーデン・ヴュルテンベルク、ヴェストファーレンバーンの4つの子会社が運行を行っている。なお、ヴェストファーレンバーンは2005年の設立からアベリオが25％の株を持っており、2017年7月に全株を取得した。

## オランダ
オランダでは2008年から2017年にかけて事業を展開していた。
2008年にConnexxion社の元幹部2人とともにQbuzz社を設立、49％の株を所有しており、2013年4月に全株を取得した。
2016年7月にオランダ鉄道はQbuzzを売却する方針を示し、翌2017年7月にイタリア国鉄子会社のバスイタリアに売却された。

## チェコ
チェコでは2009年から2013年にかけて事業を展開していた。
2009年にアベリオはチェコのバス会社であるプロボ・バスを買収し、中央ボヘミア州ベロウン郡を中心とした路線バス網と首都プラハとボヘミア南部・西部を結ぶ長距離バスを運行した。
2011年7月には新たにアベリオCZ社を設立した。同社を通してオロモウツ～オパヴァ～オストラヴァ間（310号線・321号線）の特急列車の運行権の入札に参加したが失敗し、2012年春に異議を申し入れたものの退けられた。
2013年11月、アベリオはアベリオCZとプロボ・バス（当時バス110台）の双方をアリーヴァに売却した。